# Alfred Aimé Léon Marie
Alfred Aimé Léon Marie CSSp (ur. 4 października 1899 w Vimoutiers, zm. 8 listopada 1974 w Villejuif) – francuski duchowny rzymskokatolicki, duchacz, biskup Kajenny.

## Życiorys
12 lipca 1925 otrzymał święcenia diakonatu, a 28 października 1925 prezbiteriatu i został kapłanem Zgromadzenia Ducha Świętego pod opieką Niepokalanego Serca Maryi Panny. Obu święceń udzielił mu wikariusz apostolski Senegambii bp Louis Le Hunsec CSSp w kaplicy Seminarium Misyjnego w Chevilly-Larue.
12 stycznia 1945 papież Pius XII mianował go wikariuszem apostolskim Gujany Francuskiej–Kajenny oraz biskupem tytularnym mundinicyjskim. 1 maja 1945 w katedrze św. Ludwika w Fort-de-France przyjął sakrę biskupią z rąk biskupa Martyniki Henriego-Marii-François Varina de la Brunelière CSSp. Współkonsekratorami byli biskup Roseau Jaak Moris CSsR oraz koadiutor biskupa Gwadelupy i Basse-Terre bp Jean Gay CSSp.
29 lutego 1956 Stolica Apostolska podniosła wikariat apostolski Gujany Francuskiej–Kajenny do rangi diecezji. Tym samym bp Marie został biskupem Kajenny. Jako ojciec soborowy wziął udział w trzeciej i czwartej sesji soboru watykańskiego II. 1 marca 1973 zrezygnował z kierowania diecezją. Zmarł we Francji 8 listopada 1974.